# Le Bol d'air
Pour plus de détails, voir Fiche technique et Distribution.
Le Bol d'air est un court métrage de Charles Nemes réalisé en 1975.

## Synopsis
Deux filles accompagnent à un pique-nique quatre garçons, qui n'ont qu'une idée en tête mais tout ne va pas se passer comme prévu.

## Fiche technique
- Réalisation : Charles Nemes
- Scénario : Michel Blanc, Marie-Anne Chazel, Christian Clavier, Gérard Jugnot, Thierry Lhermitte et Charles Nemes
- Année : 1975
- Pays de production :  France
- Durée : 13 min
- Musique : Jérôme Beausillon
- Image : Georges Friedland
- Son : Gilbert Pereira
- Montage : Jimmy Glasberg

## Distribution
- Marie-Anne Chazel : Anne
- Valérie Mairesse : Valérie
- Thierry Lhermitte : Thierry
- Gérard Jugnot : Gérard
- Michel Blanc : Michel
- Christian Clavier : Christian